# Haagbeuklaan van Haut-Maret

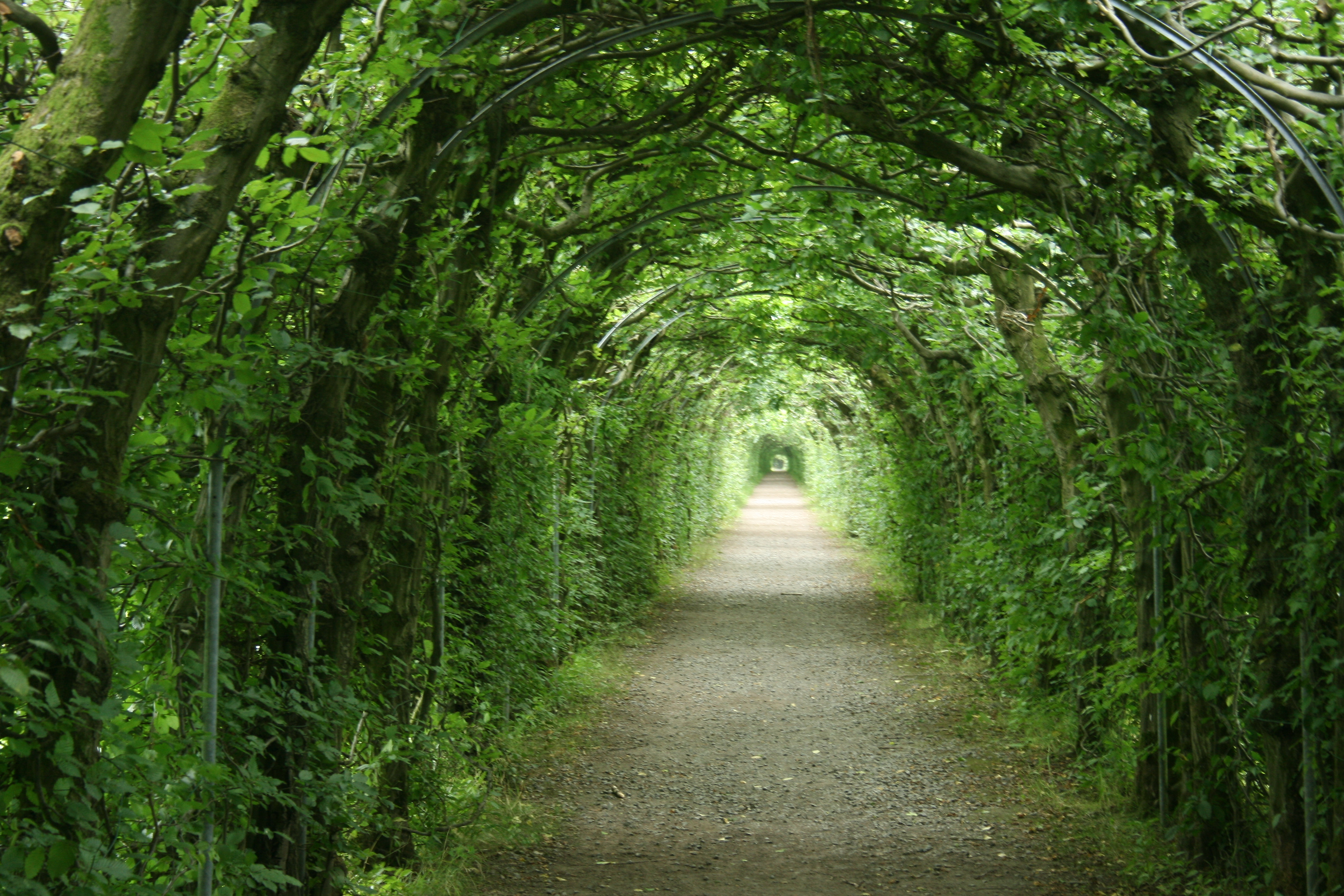

De haagbeuklaan van Haut-Maret (Charmille du Haut-Marais) is een berceau met langs beide kanten haagbeuken die gesnoeid werden tot een prieel van 573 meter lang. Ze bevindt zich in La Reid, deelgemeente van Theux in België, tussen Chemin de Quarreux en Rue Hautregard. De dreef is enkel toegankelijk te voet of per fiets, van zonsopgang tot zonsondergang.
De dreef werd genaamd naar het nabijgelegen landgoed, "château des Hauts-Marais".  Toen de industrieel J.R. Nys er zich kwam vestigen, liet hij de laan met haagbeuken aanplanten in 1885. Met zijn 573 m lengte en zijn 4700 haagbeuken, waarvan 60 à 70% ouder zijn dan 100 jaar, is de laan met haagbeuken de langste van Europa. Ze is geklasseerd als monument en als site sedert 12 december 1979 en werd gerestaureerd in 1985.